# Silene orientalimongolica
Silene orientalimongolica là loài thực vật có hoa thuộc họ Cẩm chướng. Loài này được Kozhevn. miêu tả khoa học đầu tiên năm 1984.